# Winter Is Coming (2021)
Winter Is Coming 2021 fue un especial de televisión que se transmitió en vivo el 15 de diciembre de 2021 por el canal televisivo estadounidense TNT como especiales del programa de televisión semanal Dynamite y Rampage desde el Curtis Culwell Center en Garland, Texas.

## Producción
El título del episodio "Winter Is Coming" se deriva de Game of Thrones, una serie de televisión de HBO, que es parte del grupo AT&T WarnerMedia, al igual que el socio de transmisión de AEW, TNT. La frase fue el título del episodio piloto de Game of Thrones, así como el lema (o "Palabras") de House Stark of Winterfell. El uso del título fue aprobado por WarnerMedia y HBO.
El 19 de noviembre de 2021, durante la edición de Rampage, se anunció que el especial de televisión de Winter Is Coming, que se llevó a cabo en diciembre de 2020, regresará y tendrá lugar en el Curtis Culwell Center en Garland, Texas, el 15 de diciembre de 2021.

## Resultados
- El Campeón Mundial de AEW "Hangman" Adam Page y Bryan Danielson empataron sin resultado (60:00).
  - La lucha resultó en empate cuando superó el tiempo de límite de los 60 minutos reglamentarios.
  - Como resultado, Page retuvo el campeonato.
  - Este es el combate más largo en la historia de AEW
  - Esta lucha fue calificada con 5 estrellas por el periodista Dave Meltzer.
- Wardlow (con Shawn Spears) derrotó a Matt Sydal (1:25).
  - Wardlow cubrió a Sydal después de dos «Powerbomb».
  - Después de la lucha, Spears atacó a Sydal con una silla.
- Hikaru Shida derrotó a Serena Deeb (12:24).
  - Shida cubrió a Deeb con un «Roll-Up».
- MJF derrotó a Dante Martin y retuvo el Dynamite Diamond Ring (12:33).
  - MJF forzó a Martin a rendirse con un «Salt of the Earth».
  - Durante la lucha, Ricky Starks interfirió a favor de MJF.
  - Después de la lucha, FTR (Cash Wheeler & Dax Harwood) celebraron con MJF, pero fueron atacados por Sting &   Darby Allin.
  - Después de la lucha, FTR y MJF atacaron a Sting & Allin, pero fueron detenidos por CM Punk.